# Polkat Holding
Polkat Holding – firma skupiająca zakłady przemysłowo-usługowe, należąca do Społecznego Towarzystwa Polskich Katolików (STPK).

## Historia
Na mocy decyzji Ministerstwa Finansów z dnia 17 listopada 1959 STPK zaczęło działalność gospodarczą. Komórka zajmująca się działalnością gospodarczą otrzymała nazwę Zakłady Przemysłowo-Usługowe „Polkat”. W latach 70. XX wieku Polkat przeżywał lata świetności i zatrudniał 1500 robotników, w tym okresie zwolniony był z niektórych podatków, a dochód pod dyktando Urzędu ds. Wyznań przeznaczony był na finansowanie związków wyznaniowych i cele społeczne. Zwierzchnik Kościoła biskup Tadeusz Majewski miał pieniądze na pensje dla kapłanów i na remonty dla parafii, z których nie musiał się rozliczać. Całość zmian organizacyjnych, jakim został poddany „Polkat” zakończył się w 1999, kiedy to została utworzona grupa kapitałowa „Polkat Holding”, która posiada większościowe pakiety udziałów we wszystkich, rozrzuconych po całym kraju i poza nim, podmiotach wchodzących w skład tej grupy kapitałowej, a „Polkat Holding” Sp. z o.o. stanowi jednostkę nadrzędną.